# Cora Mayers
Cora Mayers Glehy (Valparaíso, 1895–Santiago, 12 de enero de 1931) fue una de las primeras mujeres tituladas de medicina en Chile, se recibió en la Universidad de Chile en 1917. Fue profesional experta en las áreas de Salud Pública y Pediatría. Fundó la Escuela de Enfermería de la Universidad de Chile, fue su primera directora. Contribuyó a la sociedad médica con vastos trabajos sobre los cuidados del recién nacido.

## Biografía
Nació en Valparaíso en 1895. Terminó sus estudios de bachillerato a los 15 años. Estudió medicina en la Universidad de Chile como alumna destacada y compañera de otros personajes destacados de la medicina como Arturo Scroggie. Titulada como médico cirujano el 17 de noviembre de 1917 a los 22 años fue una de las pocas mujeres médico de la época. Becada por el gobierno, estudia en la Universidad de Sorbonne, París, donde fue formada en salud pública y pediatría, luego se perfeccionó en Londres y Berlín.
De regreso a Chile, trabajó en el Hospital San Vicente de Paul. Administrativamente ejerció como jefa del departamento de educación sanitaria, de la Dirección general de sanidad, en 1925. Fue directora de la Escuela de Enfermería de la Universidad de Chile, la cual creó en 1930, permaneciendo en el cargo hasta su muerte.

### Femicidio
El 12 de enero de 1931, Meyers fue asesinada a balazos hechos por su colega y pareja Alfredo Demaría. Al momento de su muerte tenía 35 años. Fue sepultada en el Cementerio General.

## Legado

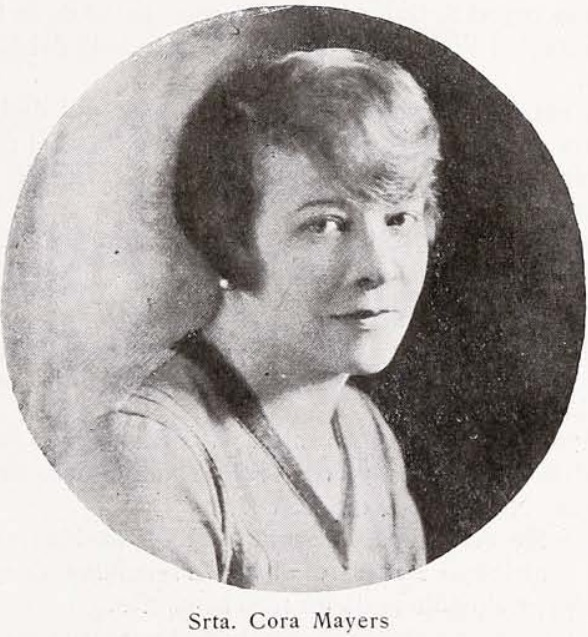
Cora Mayers en una publicación de 1928.

Dentro del legado de Cora Mayers, se encuentra la creación del Servicio de Puericultura dentro del Hospital San Borja, similar al "Museo del Niño" usado en Alemania para la enseñanza de la puericultura. También fue delegada chilena del congreso panamericano del niño realizado en Río de Janeiro, logrando establecer a Santiago como la sede del siguiente congreso el 1925, y siguió representando a Chile en Perú y en Estados Unidos.
Como fundadora de la Sociedad de Pediatría en Chile, publica varios trabajos, entre ellos: La mujer defensora de la Raza (1925) y La puericultura al alcance de todos (1933).
Dentro de sus cargos administrativos, fue jefa del Departamento de Educación Sanitaria de la Dirección General de Sanidad, donde con la creación de la Escuela de Enfermeras Sanitarias y la fusión con la de Enfermeras Hospitalarias, gracias a su gestión, se fundó la Escuela de Enfermería de la Universidad de Chile en 1930, donde además, Mayers se desempeñó como la primera directora.
Se le considera la primera educadora para salud, especialmente en el ámbito de la puericultura, donde editaba y distribuía "Cartas mensuales para madres" impulsando a muchas mujeres a llevar a sus niños a controles y colaborar en el cuidado de los niños.
Fue una de las mujeres más influyentes de la primera mitad del siglo XX en Chile, por ser médico destacada y joven, además de haber sido una de las primeras especializadas en el extranjero.
Se considera que Mayers tuvo el mérito de considerar a las enfermeras como asistentes esenciales en la atención en salud, y no como empleadas al servicio de los médicos; que debían extender sus prestaciones en todas las ramas asistenciales. Por este reconocimiento, consiguió que la Universidad de Chile fusionara su ya existente Escuela de Enfermeras con la Escuela de Enfermeras Sanitarias y se creara así la Escuela de Enfermería de la Universidad de Chile en 1930. En reconocimiento a su trabajo, fue denominada como la primera directora de la escuela y se mantuvo en el cargo hasta su muerte en enero de 1931.

## Controversia
Causó gran revuelo el hecho que la Facultad de Medicina de la Universidad de Chile hiciera un homenaje póstumo a Mayers incluyendo a su femicida ,Alfredo Demaría.